# 神服毛人女
神服 毛人女（かんはとり の えみしめ、生没年不詳）は、奈良時代末期の女官。姓は連のち宿禰。位階は従五位上。

## 出自
神服氏は神服の製作を担当した神服部を管掌したことに由来する氏で、『先代旧事本紀』「天孫本紀」に建田背命が祖先であるとしている。『延喜式』「神名式」にある摂津国島上郡（現在の大阪府高槻市服部）の神服神社は、この一族をまつる神社と想定されている。
神服連氏は天武天皇13年（684年）に八色の姓が制定されたことにより、宿禰の姓を得ているが、彼女の姓が「連」であったところからすると、本家筋ではなく、傍系であったと思われる。

## 経歴
光仁朝の宝亀元年（770年）10月、金刺舎人若島とともに外従五位下を授けられる。その後宿禰姓を授けられており、同2年（771年）閏3月、従五位上に昇叙。
その後、何らかの罪を得て、再度従五位下に格下げされていたらしく、桓武朝の天応元年（781年）11月、再度従五位上に昇叙されている（あるいは記事の重複とも取れる）。

## 官歴
『続日本紀』による
- 時期不詳：正八位上
- 宝亀元年（770年）10月25日：外従五位下
- 時期不詳：宿禰賜姓
- 宝亀2年（771年）閏3月17日：従五位上
- 時期不詳：従五位下（?）
- 天応元年（781年）11月16日：従五位上（復位?）